# Ana Peleteiro-Compaoré
Ana Peleteiro-Compaoré Brión, née Ana Peleteiro Brión le 2 décembre 1995 à Ribeira en Galice, est une athlète espagnole, spécialiste du triple saut.
Elle décroche la médaille de bronze du triple saut aux Jeux olympiques de 2020.

## Biographie
Lors des Championnats du monde juniors 2012, Ana Peleteiro remporte le concours du triple saut avec 14,17 m. Elle réalise la même performance que la Lituanienne Dovilė Dzindzaletaitė, mais s'impose grâce à un meilleur deuxième essai (13,96 m contre 13,73 m).
Le 19 mars 2016, Peleteiro se classe 11e de la finale des championnats du monde en salle de Portland avec 13,59 m.
Le 3 mars 2017, presque 5 ans après, l'Espagnole bat son record en qualifications des Championnats d'Europe en salle de Belgrade avec 14,20 m, avant de terminer 5e en finale avec 14,13 m.
Le 2 juillet, elle porte sa meilleure marque en plein air à 14,22 m (- 0,2 m/s). Le 14 juillet, elle renoue avec les podiums internationaux en décrochant la médaille d'argent des Championnats d'Europe espoirs de Bydgoszcz avec un saut à 14,19 m, seulement battue par la Roumaine Elena Panțuroiu (14,27 m).
Le 7 août, elle termine 7e des championnats du monde de Londres en portant son record à 14,23 m.
Le 3 mars 2018, au terme d'un concours à suspens où elle bat son record personnel avec 14,40 m, Ana Peleteiro décroche la médaille de bronze des championnats du monde en salle de Birmingham derrière la tenante du titre Yulimar Rojas (14,63 m) et la Jamaïcaine Kimberly Williams (14,48 m).
Le 22 juillet 2018, à Getafe, elle remporte les championnats d'Espagne avec un nouveau record personnel et des championnats, signant 14,55 m (- 0,2 m/s), la troisième meilleure marque européenne de la saison.
Le 10 août 2018, Ana Peleteiro remporte la médaille de bronze des championnats d'Europe de Berlin avec un saut à 14,44 m, derrière la Grecque Paraskeví Papahrístou (14,60 m) et l'Allemande Kristin Gierisch (14,45 m).
Le 3 mars 2019, Ana Peleteiro décroche la médaille d'or des championnats d'Europe en salle de Glasgow avec la marque de 14,73 m, record d'Espagne absolu. Elle devance Paraskeví Papahrístou (14,50 m) et Olha Saladukha (14,47 m).
Le 14 juin 2023, moins de six mois après avoir accouché de son premier enfant, Ana Peleteiro fait son retour à la compétition à Castelló de la Plana et franchit déjà la barrière des 14 mètres, avec 14,13 m. Cette performance extraordinaire en si peu de temps la place au 14e rang du bilan mondial de l'année 2023.

## Vie privée
Mariée au triple sauteur français Benjamin Compaoré, elle donne naissance à leur premier enfant le 20 décembre 2022.

## Palmarès
| Date | Compétition                          | Lieu                               | Résultat | Marque  |
| ---- | ------------------------------------ | ---------------------------------- | -------- | ------- |
| 2011 | Championnats du monde cadets         | Lille                              | 3e       | 12,92 m |
| 2011 | Festival olymp. de la jeunesse euro. | Trabzon                            | 1re      | 13,17 m |
| 2012 | Championnats du monde juniors        | Barcelone                          | 1re      | 14,17 m |
| 2013 | Championnats d'Europe juniors        | Rieti                              | 3e       | 13,29 m |
| 2014 | Championnats du monde juniors        | Eugene                             | 6e       | 13,71 m |
| 2015 | Championnats d'Europe par équipes    | Tcheboksary                        | 5e       | 14,03 m |
| 2016 | Championnats du monde en salle       | Portland                           | 11e      | 13,59 m |
| 2017 | Championnats d'Europe en salle       | Belgrade                           | 5e       | 14,13 m |
| 2017 | Championnats d'Europe par équipes    | Lille                              | 8e       | 13,54 m |
| 2017 | Championnats d'Europe espoirs        | Bydgoszcz                          | 2e       | 14,19 m |
| 2017 | Championnats du monde                | Londres                            | 7e       | 14,23 m |
| 2018 | Championnats du monde en salle       | Birmingham                         | 3e       | 14,40 m |
| 2018 | Championnats d'Europe                | Berlin                             | 3e       | 14,44 m |
| 2019 | Circuit mondial en salle de l'IAAF   | Circuit mondial en salle de l'IAAF | 3e       | détails |
| 2019 | Championnats d'Europe en salle       | Glasgow                            | 1re      | 14,73 m |
| 2019 | Championnats d'Europe par équipes    | Bydgoszcz                          | 2e       | 14,27 m |
| 2019 | Ligue de diamant                     | Ligue de diamant                   | 8e       | 14,06 m |
| 2019 | Championnats du monde                | Doha                               | 6e       | 14,47 m |
| 2021 | Championnats d'Europe en salle       | Toruń                              | 2e       | 14,52 m |
| 2021 | Jeux olympiques                      | Tokyo                              | 3e       | 14,87 m |
| 2022 | Championnats du monde en salle       | Belgrade                           | 8e       | 14,30 m |
| 2024 | Championnats du monde en salle       | Glasgow                            | 3e       | 14,75 m |
| 2024 | Championnats d'Europe                | Rome                               | 1re      | 14,85 m |
| 2024 | Jeux olympiques                      | Paris                              | 6e       | 14,59 m |
| 2025 | Championnats d'Europe en salle       | Apeldoorn                          | 1re      | 14,37 m |
| 2025 | Championnats du monde en salle       | Nankin                             | 3e       | 14,29 m |

## Records
| Épreuve     | Épreuve   | Marque       | Lieu    | Date          |
| ----------- | --------- | ------------ | ------- | ------------- |
| Triple saut | Plein air | 14,87 m (NR) | Tokyo   | 1er août 2021 |
| Triple saut | En salle  | 14,75 m (NR) | Glasgow | 3 mars 2024   |